# Amazona de Saint Lucia
L'amazona de Saint Lucia (Amazona versicolor) és una espècie d'ocell de la família dels psitàcids. És endèmic de Santa Lucia a les Petites Antilles i és l'ocell nacional del país.

## Descripció
L'amazona de Saint Lucia fa de 42 a 46 cm de llarg i pesa de 505 a 1.000 g. Mascles i femelles són semblants. El front és de color blau reial, més clar a la corona i a la resta de la cara. La part posterior de la corona, el clatell, els costats del coll i el dors són de color verd escamós. La resta de les parts superiors són de color verd clar. La part superior del pit és vermella i la inferior i el ventre són de color verd i granat, i la zona del ventre és de color groc verdós. Les ales són verdes amb un espècul vermell i primàries de color blau fosc. Les plomes de la cua són verdes amb puntes groguenques i amples.

## Distribució i hàbitat
L'amazona de Saint Lucia es troba a les muntanyes de l'interior de Saint Lucia. Habita boscos tropicals humits de muntanya a altituds d'entre 500 i 900 m.

## Comportament

### Moviment
L'amazona de Saint Lucia no té cap patró de moviment conegut.

### Alimentació
L'amazona de Saint Lucia s'alimenta de llavors i fruits d'una varietat de palmeres i altres plantes.

### Reproducció
La temporada de reproducció de l'amazona de Saint Lucia inclou almenys febrer i març i pot continuar més enllà. Fa el niu en una cavitat d'un arbre. La mida de la posta és de dos ous. En captivitat, el període de incubació és de 28 dies i s'independitzen uns 81 dies després de l'eclosió.

### En captivitat
Entre 1975 i 2021, el zoològic de Jersey va mantenir una colònia reproductora. El 1982, van aconseguir el primer èxit de reproducció en captivitat d'aquesta espècie. Les cries d'aquesta reproducció van ser retornades a la natura. El 2 de maig de 2021, el zoològic de Jersey va anunciar que havia mort l'última amazona que tenien, posant fi a la permanència amb aquesta espècie. Es manté en algunes altres zoològics d'Europa.

## Estat de conservació
L'UICN va avaluar originalment l'amazona de Saint Lucia el 1988 com a amenaçada i des del 1994 com a vulnerable. Es creu que la població estimada d'entre 1150 i 1500 individus madurs està augmentant. El 1950 es pensava que la població era d'uns 1000 individus, però va disminuir a uns 150 a finals de la dècada de 1970 a conseqüència de la pèrdua d'hàbitat, la caça com aliment, el comerç d'animals de companyia i els huracans. La difícil situació de l'espècie en aquell moment va impulsar mesures de conservació amb "un fort suport nacional i popular"; la població havia augmentat a uns 300 el 1990 i ha continuat augmentant.

## Taxonomia i sistemàtica
L'amazona de Saint Lucia és monotípica. Està estretament relacionada amb l'amazona de Bouquet (A. arausiaca) de Dominica.